# 陳康健
陳康健（英語：Oil Chan Hong Kin，1985年3月29日—），生於香港，中學就讀基督教聖約教會堅樂中學，香港男歌手及無綫電視前基本藝人合約藝員。

## 簡歷
陳康健於2009年參與香港歌曲選秀節目《超級巨聲》(第一屆)，有“港版曹格”之稱。最終在比賽中獲得第十名的佳績，後簽約無綫電視而正式入行。
2019年12月宣佈於2020年4月離開無綫電視，結束與無綫電視11年之賓主關係。

## 演出作品

### 電視劇（無綫電視）
| 首播   | 劇名             | 角色             |
| 2011年 | 潛行狙擊         | 吳錦忠(花名燉盅) |
| 2012年 | 當旺爸爸         | 刀疤昆           |
| 2012年 | 愛·回家 (第一輯) | 小混混           |
| 2012年 | 衝呀！瘦薪兵團   | 蔡永盛（Andy）   |
| 2013年 | 巨輪             | 頭               |
| 2013年 | 舌劍上的公堂     | 孫廉(捕快)       |
| 2014年 | 點金勝手         | 超記             |
| 2014年 | 再戰明天         | 李小鳳兄         |
| 2014年 | 老表，你好hea！  | 黃鋁罐           |
| 2014年 | 八卦神探         | 葉國精           |
| 2015年 | 張保仔           | 黑旗師爺         |
| 2015年 | 實習天使         | 陳拔萃（肥陳）   |
| 2016年 | 一屋老友記       | Johnny           |
| 2016年 | 為食神探         | 強               |
| 2016年 | 幕後玩家         | 樂隊             |
| 2017年 | 我瞞結婚了       | 李耀             |
| 2017年 | 誇世代           | 街頭藝人         |
| 2018年 | 兄弟             | 青年             |
| 2020年 | 丫鬟大聯盟       | 京城四少         |

### 電視電影（J2）
| 首播   | 劇名 | 角色   |
| 2018年 | 網戰 | 大舊輝 |

### 電影
| 首播   | 劇名       | 角色                           |
| 2012年 | 勁抽福祿壽 | 騙徒                           |
| 2013年 | 當C遇上G7  | 阿仁（及主唱插曲《只得一秒》） |

### 綜藝節目
- 2009年：超級巨聲1
- 2010年：巨聲工房
- 2010年：超級巨聲2
- 2011年：Music Café
- 2012年：瘋狂歷史補習社
- 2013年：星夢傳奇
- 2015年：今日VIP
- 2016年：男人食堂

## 個人單曲
- 2010年：《光的希冀》（《藍龍 》第二季 「天界的七龍」主題曲）
- 2013年：《只得一秒》（當C遇上G7電影插曲）

## 外部連結
- 陳康健的新浪微博
- 陳康健的Facebook專頁
- 陳康健的Instagram帳戶
- 陳康健：第一屆《超級巨聲》參賽者檔案（2009）官方網站 （页面存档备份，存于）
- 第一屆《超級巨聲》（2009）官方網站 （页面存档备份，存于）